# 鈴木雅廣
鈴木 雅廣（すずき まさひろ、1928年（昭和3年）9月14日 - 2002年（平成14年）10月25日）は、日本の政治家。山形県天童市長（3期）。

## 来歴
山形県出身。盛岡農林専門学校（現岩手大学農学部）卒。卒業後は岩手県農業試験場に入り、技師となる。その後、帰郷し、天童市役所に入り、農業委員会事務局長、農林、総務各課長を経て、助役となる。1985年、天童市長小座間泰蔵が死去。これに伴う市長選挙に立候補し、無投票で初当選する。1989年、1993年と連続で無投票当選。1997年の市長選挙では市内に大型商業施設の設置が争点となり、市民の間から1万人規模の反対署名運動が起きた。これを受けて元衆議院議員の遠藤登が「そうした運動が起こるのは市民の声が届いていない証拠であり、無競争のうえにあぐらをかいている市政を変えなければならない」と市長選挙に名乗りを挙げ、就任以来初の選挙戦となった結果、鈴木は遠藤に敗れた。2002年10月25日死去、74歳。死没日をもって勲五等双光旭日章追贈、正六位に叙される。